# William Denny and Brothers
La William Denny and Brothers Limited, spesso conosciuta come Denny, fu una società di costruzioni navali scozzese.

## Storia

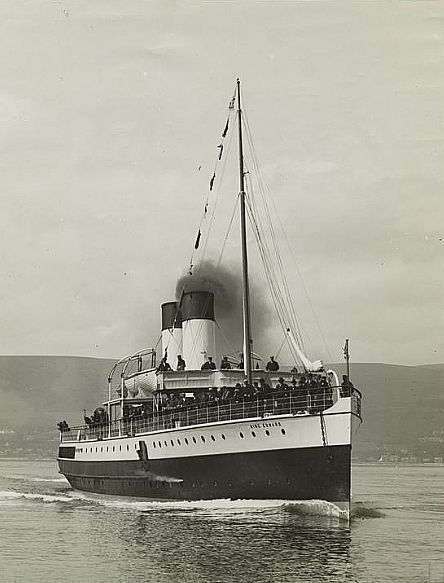
La TS King Edward durante le prove in mare, 1901.

Gl'interessi nella cantieristica navale della famiglia Denny vanno indietro fino a William Denny (nato nel 1779), il cui nome appare nei registri di costruttori di Dumbarton a partire dal 1811 (nave a vela Alpha). Per il 1823 la società aveva cambiato nome in William Denny & Son (la prima nave costruita con questo nome fu il piroscafo a ruote Superb). Dal 1845 la società divenne la Denny Brothers (i tre figli del primo Denny: William jr, Alexander e Peter) e nel 1849 la firma fu ricostituita come William Denny & Brothers, in questo caso il nome era dovuto ai tre fratelli William jr., Peter e James Denny.
Il cantiere Denny si trovava vicino alla confluenza tra il fiume Clyde e il fiume Leven, ma era sulla riva del secondo. Il fondatore sviluppo gl'interessi della società nel campo armatoriale investendo nella British & Burmese Steam Navigation Company, nella Irrawaddy Flotilla Company e ne La Platense Flotilla.
L'azienda costruiva imbarcazioni di tutti i tipi ma era particolarmente conosciuta come ottima produttrice di traghetti e piroscafi passeggeri a medio raggio. Fu pioniera nello sviluppo di stabilizzatori per navi insieme alla Brown Brothers & Company di Edimburgo. Nel 1913 il piroscafo Paris, in servizio nella Manica, fu una delle prime navi ad utilizzare turbine a vapore con i nuovi cuscinetti reggispinta a pattini orientabili tipo Michell. Svolse anche lavori sperimentali sugli hovercraft e sugli elicotteri.
Peter Denny, John Tulloch e John McAusland formarono nel 1850 una società di ingegneria navale con il nome Tulloch & Denny, anch'essa con base a Dumbarton. Nel 1862 la firma fu rinominata Denny & Co. Questa società produceva una vasta gamma di motori navali e fu assorbita dalla William Denny & Brothers nel 1918.

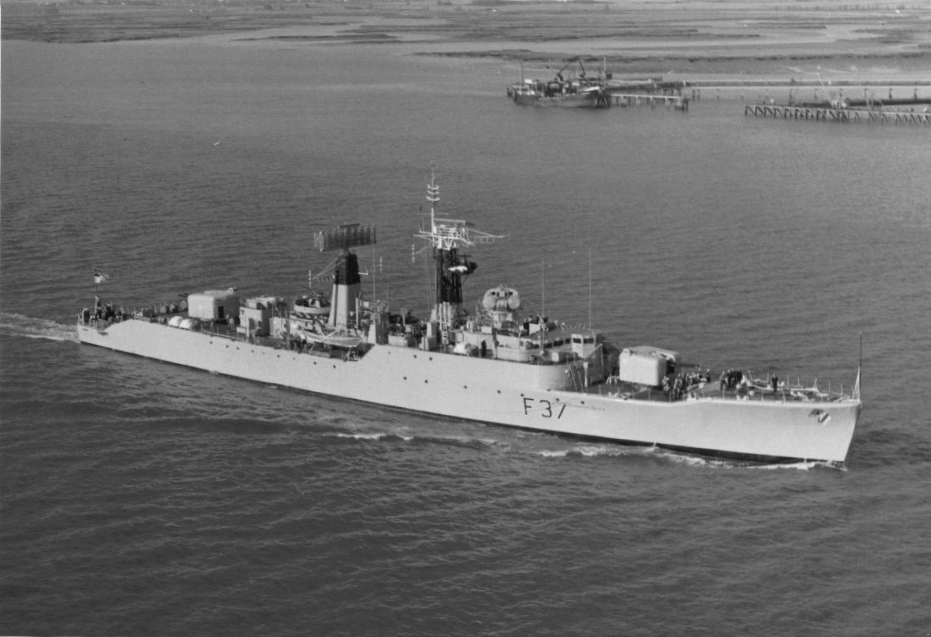
La fregata classe Leopard HMS Jaguar (F37) in navigazione, 1957.

I Denny furono sempre degli innovatori e furono uno dei primi cantieri navali commerciali ad avere una loro vasca navale per i test. Questa è ora aperta al pubblico come museo.
Nel 1963 la William Denny & Company andò in liquidazione volontaria.

## Vasca navale Denny
Ispirato dal lavoro dell'eminente architetto navale William Froude, Denny completò nel 1883 il primo esempio commerciale di vasca navale. Fu utilizzata per testare i modelli di svariate navi e per esplorare diversi metodi propulsivi, tra cui eliche e ruote a pale. Gli esperimenti furono effettuati anche sugli stabilizzatori Denny-Brown e sugli hovercraft, per valutarne la fattibilità. Lo staff della vasca faceva ricerca anche per conto di altre società; Harland & Wolff di Belfast decise di aggiungere una prua a bulbo al transatlantico Canberra dopo test positivi svoltisi nella vasca Denny. Quando il cantiere Denny chiuse, la vasca navale fu rilevata dalla Vickers Shipbuilding and Engineering Limited e usata per il test su sottomarini fino all'inizio degli anni '80.
Nel 1982 fu riaperta come parte dello Scottish Maritime Museum e mantiene ancora molte delle sue caratteristiche originali, inclusa la vasca di prova lunga 100 m. Il carro dinamometrico è ancora funzionante ed è di tanto in tanto mosso per il pubblico, ma tutti gli strumenti sono stati rimossi e quindi la vasca non può più essere usata per ricerca e test d'idrodinamica.

## Navi costruite da Denny
Articolo principale: Lista di navi costruite da William Denny and Brothers
Alcune delle unità più significative includono:
- Cutty Sark (1869); completata da Denny dopo la liquidazione di Scott & Linton, i costruttori a contratto; è conservata in un bacino a Greenwich.
- SS Coya (1892); battello del lago Titicaca e ora ristorante galleggiante.
- SS Sir Walter Scott (1899); battello per escursioni sul Loch Katrine, in Scozia.
- TS King Edward (1901); battello per escursioni e prima nave commerciale aturbine a vapore.
- SS Parthia (1870); transatlantico della Cunard Line, rimase in servizio con diversi ruoli e sotto diversi proprietari per più di 80 anni per poi essere demolita in Giappone.
- Delta King (1924–26); oggi hotel, teatro e ristorante a Sacramento, in California, in precedenza battello fluviale.
- Delta Queen (1924–26); oggi hotel a Chattanooga, nel Tennessee, in precedenza battello fluviale.
- TS Queen Mary (1933); turbonave in servizio sul Clyde, fu ristorante galleggiante a Londra. Oggi è in restauro a fianco del Glasgow Science Centre.
- PS Ryde (1937); costruita per la Southern Railway, quando fu ritirata dal servizio nel 1969 era rimasta l'ultimo piroscafo a ruote e a carbone al mondo. Oggi è in restauro presso l'Island Harbour Marina sull'isola di Wight.
- MV The Second Snark (1938); rimorchiatore di proprietà Denny.
- MV Lymington (1938), traghetto per l'isola di Wight che nel 1974 divenne traghetto sul Clyde col nome MV Sound of Sanda.
- MV Royal Iris (1950); traghetto sul Mersey, ora ormeggiato a Woolwich.
- MV Fenerbahçe (1953); traghetto passeggeri, ora nave museo a Istanbul.
- HMS Jaguar (F37) (1957); fregata classe Leopard, ora BNS Ali Haider della marina bengalese.
- Denny D2 Hoverbus; uno dei primi tentativi di costruire un hovercraft ad uso passeggeri.
- GMV Aramoana (1961); ultima nave costruita dalla William Denny and Brothers. Fu un traghetto Roll-on/roll-off sia ferroviario che stradale costruito per il New Zealand Railways Department.

## Bandiera della società
La bandiera consisteva in un elefante blu su campo bianco. Quest'immagine fu presa dallo stemma civico di Dumbarton e serviva anche a simboleggiare la forza e la solidità dei prodotti della società.